# Jerry DeGregorio
Gennaro L. DeGregorio, detto Jerry (New Britain, 20 febbraio 1962), è un allenatore di pallacanestro e dirigente sportivo statunitense.